# Kemil Said Kumaira
Kemil Said Kumaira (Teófilo Otoni, 16 de abril de 1940 - 6 de março de 2012) um advogado foi um político brasileiro do estado de Minas Gerais.
Kemil Said Kumaira foi vereador na Câmara Municipal de Teófilo Otoni. Foi deputado estadual em Minas Gerais por seis legislaturas, da 8ª à 11ª legislatura (1975 - 1991) e da 13ª legislatura à 14ª legislatura (1995 - 2003)
Kemil Kumaira foi professor universitário, foi presidente da Assembleia Legislativa do Estado de Minas Gerais durante o período de 1989 a 1990. Foi secretário-geral do PMDB no Estado (1983-1988). Foi secretário de Estado de Assuntos Municipais de Minas Gerais no período de 1991 a 1994. Foi superintendente regional da Rede Ferroviária Federal de 1999 a 2000 e assessor especial do governador Aécio Neves, entre 2003 e 2005. Foi secretário de Relações Institucionais da Copasa até recentemente. Faleceu no dia 6 de março de 2012, vítima de um câncer.